# Lucius Licinius Lucullus
Lucius Licinius Lucullus was een Romeins militair en politicus uit de 1e eeuw v.Chr.
Lucius Licinius Lucullus werd rond 117 v. Chr. geboren als zoon van een rijke, vooraanstaande familie. Zijn precieze geboortedatum is nog steeds onzeker, een gissing werd afgeleid aan de hand van enkele teksten van Plutarchus, waarin vermeld staat dat hij ouder is dan Pompeius (geboren in 106 v.Chr.) en een tekst van Cicero, waaruit afgeleid kan worden dat hij zeker niet voor 117 v.Chr. geboren werd. Lucius’ grootvader was consul in 151 v.Chr., zijn vader was praetor en huwde in 119 v. Chr. met Caecilia Metella, die zelf de dochter was van L. Caecilius Metellus, consul in 142 v.Chr. De broer van Lucius, M. Terentius Varro Lucullus, werd consul in 73 v.Chr.
In zijn jonge jaren gaf Lucius reeds blijk van een groot retorisch talent en een goed gevoel voor taal (wat bevestigd wordt door Cicero), als gevolg daarvan verwachtte men van hem een succesvolle loopbaan in de juridische sector. Niets was echter minder waar, want Lucius begon met de uitbouw van een politieke carrière.

## Asia
In 87 v.Chr. werd Lucullus quaestor en vertrok hij naar het Oosten, naar de provincie Asia. Dit lezen we bij Cicero en op één enkele inscriptie die ter plaatse gevonden werd. In 89 v.Chr., tijdens de periode van Licinius’ quaestorschap, zorgde Mithridates VI Eupator (de koning van Pontus) voor problemen in Asia. Hij veroverde Bithynië, een groot deel van Asia en werd door de Grieken als bevrijder onthaald. In 88 v.Chr. krijgt Sulla, na interne strubbelingen, het commando tegen Mithridates toevertrouwd. Lucius Licinius Lucullus voerde in deze Eerste Mithridatische Oorlog enkele belangrijke en succesvolle campagnes tegen Mithridates. In 85 v.Chr. herstelde Sulla uiteindelijk de status quo met een verdrag.

## Terug in Rome
Lucullus bleef lange tijd in Azië vertoeven en keerde pas naar Rome terug toen hij samen met zijn broer, Marcus Licinius Lucullus, in 79 v.Chr. als aediles aangesteld werd. Aediles organiseerden spelen te Rome, onderhielden de openbare gebouwen en konden zo een zekere populariteit ontwikkelen bij het gewone volk. Lucius en zijn broer Marcus maakten er werk van en zorgden voor spelen die men niet snel zou vergeten. Bij Plinius de Oudere lezen we dat men wel al olifanten had gezien in 99 v.Chr., maar nog nooit olifanten in combinatie met stieren. Meteen na zijn ambt als aediles werd Lucullus pretor, wat een abnormaal gebeuren was, want een wet schreef immers voor dat er minimum twee jaar verstreken moest zijn tussen twee magistraturen. Sulla maakte echter een uitzondering op deze wet in het voordeel van zijn trouwe volgeling Lucius (hierbij mogen we natuurlijk niet vergeten dat dit de periode van Sulla’s dictatuur was). Dat Lucullus en Sulla een zeer goede verhouding hadden, wordt ook weerspiegeld wanneer Sulla bij zijn dood in 78 v.Chr. Lucius tot voogd van zijn zoon Faustus benoemt en de publicatie van zijn memoires aan hem toevertrouwt.

## Africa
Na zijn ambt als pretor werd Lucullus als propraetor naar de provincie Africa gestuurd. Daar wijdde hij zich met zorg aan zijn taak en stond zodoende bekend als een eerlijk en integer man. Het is onduidelijk hoelang Lucullus propraetor was. Vermoedelijk werd hij meteen na zijn propraetoraat tot consul benoemd, maar zeker is dat niet. Op persoonlijk vlak huwde Lucius nog voor zijn magistratuur begon met zijn verre nicht Clodia, de dochter van Appius Claudius Pulcher. Omdat Clodia geen bruidsschat inbracht, is het vermoeden gerezen dat dit weleens een huwelijk uit liefde kon geweest zijn. Maar, Van Ooteghem brengt hiertegen in dat het voor Clodia wel een zeer ongelukkig huwelijk moet geweest zijn, daar Lucius zo’n lange tijd in Asia moest verblijven.

## Consul
In 74 v.Chr. werd Lucius Licinius Lucullus tot consul verkozen, samen met Marcus Aurelius Cotta. Over de interne politiek die Lucius en Marcus tijdens hun consulaat te Rome voerden, weten we helaas bitter weinig. Een van de weinige bronnen die we wel hebben, is de redevoering ‘Pro Cluentia’ van Cicero. Daarin wordt melding gemaakt van een proces tegen Aulus Cluentus Habitus die er aan de hand van gerechtelijke fraude in geslaagd was om zijn schoonvader te laten verbannen. Nadat dit gerucht van fraude zich had verspreid, wou de Senaat een speciale commissie instellen. Dit voorstel werd echter afgewezen door Lucius en zijn latere opvolgers, wat aanleiding gaf tot discussie tussen consuls en senaat. Wat de buitenlandse politiek betreft, lagen de zaken anders. Lucius en zijn kompaan Cotta erfden een conflictueuze situatie in zowel het westen als het oosten van het Romeinse Rijk. In Spanje bevocht Pompeius met moeite de opstandige Sertorius, zijn klachtbrief aan Rome over de uitzichtloze situatie en gebrek aan hulp uit het moederland werd ons overgeleverd door Sallustius. Omdat Lucullus en zijn collega inzagen dat Pompeius beter zo snel mogelijk zou helpen in het conflict tegen Mithridates voerden ze actief campagne om legioenen, graan en zilver naar Pompeius te sturen. Enkel P. Cornelius Cethegus protesteerde hiertegen, maar ondanks zijn tegenwerking slaagden de consuls er met de hulp van de adel toch in om de gewenste hulp naar Spanje te sturen. In het Oosten van het rijk was de situatie zo mogelijk nog slechter. Bij het begin van het consulaat van Lucullus en Cotta stelden zich twee nieuwe feiten. Een eerste was het ontstaan van een coalitie tussen Mithridates VI Eupator en Sertorius die mede in stand werd gehouden door de piraten. Een tweede feit was de dood van Nicomedes IV van Bithynië. Wanneer de Romeinen besloten om het land van Nicomedes volledig te annexeren verstoorden ze daarmee het evenwicht dat in Asia was bereikt, waardoor de, in de ogen van de Romeinen onvermijdelijke, Derde Mithridatische Oorlog uitbrak. Lucullus kreeg vanaf dat moment het commando over Cilicië en Asia toegewezen. Over Cilicië moet wel worden opgemerkt dat Lucius in eerste instantie het bestuur kreeg over Gallia Cisalpina, maar omdat deze provincie hem nooit de kans zou geven om te schitteren, concentreerde hij zich op Cilicië, waar de proconsul net overleden was. Hij gebruikte de connecties van een courtisane, genaamd Praecia, om zijn postje in Cilicië te verkrijgen en Gallia Cisalpina te laten voor wat het was.
Over zijn commando in Asia bestond evenwel geen enkele discussie (er was ook geen competentere man aanwijsbaar), hoewel sommigen speculeren over de invloed die Praecia bij deze beslissing zou hebben gehad. Bij het begin van de campagne werd pretor M. Antonius erop uitgestuurd om een einde te maken aan de piraterij, die mede de coalitie tussen Sertorius en Mithridates in stand hield. Dit project liep op een ware sisser uit waardoor de positie van de piraten eerder verstevigd was dan verzwakt. Lucullus werd echter niet verantwoordelijk gesteld voor de benoeming van M. Antonius, omdat het Cotta was die deze man aanbevolen had. Met betrekking tot de campagne tegen Mithridates, waar Lucius zoals vermeld het oppercommando voerde, bestaat er heden discussie over de precieze vertrekdatum van Lucullus. Van Ooteghem besluit aan de hand van een heleboel bronnen dat de campagne vertrokken zou zijn in de herfst van 74 v.Chr., dus nog tijdens het consulaat van Lucius. Tijdens de oorlog behaalde Mithridates een grote overwinning op Cotta en voerde hij een beleg op de stad Cyzicus, die Rome altijd trouw was gebleven. Deze Derde Mithridatische Oorlog eindigde uiteindelijk met een briljante overwinning van Lucius Lucullus, die eens te meer bewees dat hij een schitterend veldheer was. De hele chronologie van de campagne is nogal onduidelijk, maar het staat wel vast dat het beleg van Cyzicus en het einde van de oorlog plaatsvonden naar het einde van 74 v.Chr. toe.
In 73 v.Chr. aanvaardde Lucullus het proconsulaat over Cilicië en Asia. Reeds in de eerste maanden van dat jaar rezen er weer problemen met Mithridates en moest Lucius de strijd aangaan. De eerste slag eindigde met een glorieuze overwinning van Lucius en de vlucht van Mithridates en zijn mannen. Lucius ging hem achterna, maar werd door de wintermaanden gedwongen tot een halfslachtige belegering van enkele steden. Uiteindelijk kwam het in de lente van 72 v.Chr. weer tot een treffen tussen beide legers, waarbij de Romeinse cavalerie een zware nederlaag moest verdragen. Ook in 71 en 70 v.Chr. bleef het conflict, waarbij Lucius grote overwinningen boekte, met Mithridates aanslepen. In 69 v.Chr. startte Lucius een campagne in Armenië en na een afwisseling van nederlagen en halve overwinningen slaagde hij er uiteindelijk in om Tigranocerta, de hoofdstad van de Armeense koning Tigranes en bondgenoot van Mithridates, te veroveren. Maar hoewel Mithridates en Tigranes hun land kwijt waren, moest Lucullus nog steeds grote delen van Armenië heroveren. In de winter van 69 en 68 v.Chr. gaf Lucius het bevel aan zijn legaat Sornatius dat hij zich met zijn troepen, die gelegerd waren in het land van Mithridates, naar Armenië moest begeven. Dit bevel kan als keerpunt in de tot dan toe glorieuze carrière van Lucullus worden gezien.

## Ontslag
Rome kantte zich immers steeds meer tegen zijn beroemde generaal en bij de troepen van Santorius, onder invloed van de Romeinse demagogen die beweerden dat Lucius slechts zijn eigen roem zocht, brak muiterij uit. Hoewel de troepen steeds onwilliger werden en hoewel het commando van Asia en Cilicië reeds door Rome aan praetors was overgedragen, bleef Licinius vechten. Uiteindelijk werd hij in 66 v.Chr. ook uit zijn ambt als generaal tegen Mithridates ontheven en werd deze taak overgedragen aan Pompeius.
De ontevredenheid over zijn veldtochten was echter niet de enige reden voor zijn ontslag, ook zijn financiële politiek in Asia wekte onrust op. Hij verminderde immers de torenhoge renten ten voordele van de Aziatische steden, een maatregel die niet in goede aarde viel bij de equites. In het jaar van zijn ontslag keerde Lucius terug naar zijn vaderland. Voor zijn succesvolle campagnes werd hij vreemd genoeg pas geëerd in de zomer van 63 v.Chr., ruim 3 jaar na zijn terugkeer. Men verdenkt er Memmius, de volkstribuun van 66 v.Chr., van deze triomftocht te hebben vertraagd.

## Familieleven
Voorheen werd al vermeld dat Lucius huwde met een zekere Clodia. Meteen na zijn terugkeer scheidde hij echter van Clodia, met als grond de vermeende incest die Clodia met haar broer zou hebben gehad. Niet lang daarna huwde hij Servilia. Helaas voor Lucius was ook dit geen geslaagd huwelijk en uiteindelijk voelde hij zich gedwongen om ook haar te verstoten. Door deze talrijke tegenslagen (ontheven van zijn ambt als generaal en gouverneur van een provincie, zijn mislukte huwelijk, …) keerde Lucullus zich meer en meer af van het politieke leven. Vanaf dat ogenblik gaf hij zich over aan de geneugten die zijn enorme rijkdom (hij behoorde immers tot de rijkste Romeinen van die periode) met zich meebracht. Hij bracht zijn tijd door met het beheer van zijn immens fortuin en legde uit diepgaande interesse voor literatuur een mooie bibliotheek aan. In Rome stond hij vooral bekend voor zijn drie grote villa’s, zijn schitterende diners en voor de prachtige tuinen, de Horti Luculliani, die hij in Rome zelf aanlegde. Over het overlijden van Lucullus bestaat nog veel onzekerheid. Bij Plutarchus lezen we dat Lucius’ lichaam en geest langzaam aftakelden, terwijl andere bronnen vermelden dat hij gek werd en stierf na het drinken van een liefdesdrank. Ook de precieze datum van zijn overlijden is ons onbekend, men vermoedt wel dat hij zeker voor 55 v.Chr. gestorven is.

## Belangstelling voor andere zaken
Het is duidelijk dat Lucius’ leven voor een groot deel gewijd was aan politiek. Daarnaast stelde hij ook een enorme interesse in de kunsten, literatuur en discussies. Hij ondernam veldtochten eerder voor het vergroten van zijn eigen glorie dan om het veroverde gebied waarlijk te annexeren en te exploiteren. Hij was een goed veldheer, maar helaas werden zijn overwinningen ondermijnd door de latere campagnes van zijn rivaal Pompeius. Hij was zonder meer een verfijnd, rijk en machtig man, iemand die je niet zomaar terzijde kon schuiven. Lucullus mag zich dan ook zonder schroom plaatsen naast de grote Romeinen, die de republiek dienden met hun militaire talent en hun waardige moraal.